# Canton de Dinan-Ouest
Le canton de Dinan-Ouest est une ancienne division administrative française, située dans le département des Côtes-d'Armor et la région Bretagne.

## Composition
Le canton de Dinan-Ouest regroupait les communes suivantes :
- Aucaleuc ;
- Bobital ;
- Brusvily ;
- Calorguen ;
- Dinan (fraction de commune) ;
- Le Hinglé ;
- Plouër-sur-Rance ;
- Quévert ;
- Saint-Carné ;
- Saint-Samson-sur-Rance ;
- Taden ;
- Trélivan ;
- Trévron.

## Démographie
| 1962 | 1968 | 1975 | 1982 | 1990   | 1999   | 2006   | 2011   | 2012   |
| ---- | ---- | ---- | ---- | ------ | ------ | ------ | ------ | ------ |
| -    | -    | -    | -    | 22 511 | 22 315 | 24 288 | 25 619 | 25 736 |

## Représentation

### Conseillers généraux de 1833 à 2015
| Période         | Période      | Identité                                                | Étiquette                    | Qualité |
| --------------- | ------------ | ------------------------------------------------------- | ---------------------------- | --- |
| 1833            | 1839 (décès) | Joseph Christophe Marie Philippe de Saint-Pern-Couellan | Opposition libérale          | Négociant, maire de Dinan Député (1835-1839) |
| 1839            | 1845         | Gabriel de Cadaran de Saint-Mars                        |                              | Garde du corps de Louis XVIII et de Charles X Propriétaire Maire de Saint-Samson                                                                      |
| 1845            | 1852         | Pierre-Marie Brignon de Léhen                           | Opposition constitutionnelle | Propriétaire à Plouër Député (1846-1848) |
| 1852            | 1869         | Louis Bélêtre-Viel                                      |                              | Propriétaire Maire de Dinan (1849-1857) |
| 1869            | 1874 (décès) | Henri Pierre Flaud                                      | Centre droit                 | Industriel Député (1871-1874) Maire de Dinan (1861-1874)                                                                                              |
| 1874            | 1892         | François Le Mée-Trébry                                  | Républicain                  | Notaire Maire de Plouër |
| 1892            | 1919         | Emile Charles Larère                                    | Républicain                  | Propriétaire Maire de Taden (à partir de 1877) |
| 1919            | 1940         | Joseph Gautier                                          | URD                          | Médecin Conseiller municipal de Dinan |
|                 |              |                                                         |                              | |
| 1945            | 1949         | Édouard Forget                                          | PCF puis DVG                 | Employé du gaz |
| 1949            | 1970 (décès) | André Aubert                                            | DVD                          | Pharmacien Maire de Dinan (1945-1965) |
| 6 décembre 1970 | 1973         | Georges Hervé (1926-2018)                               | Centriste                    | Chef d'entreprise Maire de Léhon (1959-2001) |
| 1973            | 1985         | René Régnault                                           | PS                           | Professeur d'enseignement technique Maire de Saint-Samson-sur-Rance (1971-2014) Suppléant du député Charles Josselin (1973-1978) Sénateur (1980-1998) |
| 1985            | 1998         | André Grignon                                           | UDF                          | Retraité du secteur de la banque et des assurances Maire de Taden (1970-1995) puis conseiller municipal de Dinan                                      |
| 1998            | 2004 (décès) | Didier Morel                                            | PS                           | Avocat à Saint-Brieuc Ancien chef de cabinet de Charles Josselin Conseiller municipal de Dinan                                                        |
| 2004            | 2015         | André Calistri                                          | PS                           | Logisticien du service de santé des armées Adjoint au maire de Trélivan                                                                               |

### Conseillers d'arrondissement (de 1833 à 1940)
| Période | Période      | Identité                                  | Étiquette | Qualité |
| --- | ------------ | ----------------------------------------- | --------- | --- |
| 1833 | 1836         | M. Égault                                 |           | Avocat, adjoint au maire de Dinan |
| 1836 | 1848         | Jean-Marie Larère (1797-1884)             |           | Propriétaire, marchand de draps à Dinan                                                                                                 |
| |              |                                           |           | |
| av.1856 | 1867 (décès) | Théodore de Saint-Méloir (1792-1867)      |           | Propriétaire à Taden, ancien lieutenant au 12ème régiment d'infanterie, ancien conseiller d'arrondissement du canton de Plélan-le-Petit |
| 1867 |              | Joseph Pierre Georges Bernard (1818-1893) |           | Greffier du Tribunal de première instance de Dinan, maire de Calorguen                                                                  |
| |              |                                           |           | |
| 1901 | 1919         | Henri Petitbon                            | Rad.      | Cultivateur, adjoint au maire puis maire de Calorguen                                                                                   |
| 1919 | 1940         | Jules Beaumanoir (1873-1948)              | Libéral   | Avoué à Dinan, Président du Conseil d'arrondissement                                                                                    |
| Les conseils d'arrondissement ont été suspendus par la loi du 12 octobre 1940 et n'ont jamais été réactivés |              |                                           |           | |